# Вольська Францішка
Францішка (Стефанія) Вольська (уроджена Лехно-Васютинська; 1863, Київщина — 1930) — українська громадська діячка польського походження, відома, насамперед, своєю активною громадською діяльністю в Києві наприкінці ХІХ на початку ХХ століття.

## Життєпис
Францішка Вольська народилася у 1863 році. Одружилася зі Стефаном Вольським. Мала дочок Софію (1894 р.н.) — у майбутньому громадську діячку, та Марію.
Наприкінці ХІХ — першій чверті ХХ століття Вольська була громадською діячкою в Києві. На початку ХХ століття у помешканні Вольських на Фундуклеївській, 10 проходили зібрання «українців польської культури». Дискусії велися українською мовою, а всі присутні проголошували себе українцями польської культури, пов'язаними своїми політичними інтересами з українським народом. Погоджуючись з позиціями Липинського, Вольська виступала за самостійність українського народу, на відміну від більшості інших учасників зібрання, що були фактично прихильниками так званої «Історичної Польщі». У 1912 році за підтримки діячки вийшла друком об'ємна збірка наукових робіт та історичних документів «З історії України» Липинського.
Під час Першої світової війни була ініціатором допомоги в'язням-галичанам. У 1917 році вона заснувала в Києві громаду українців-католиків.
22-23 грудня 1921 року Вольська, поряд із Софією Вольською-Мурською, Оленою Січинською, Ольгою Коренець, Оленою Степанів, Оленою Федак-Шепарович, входила до організаційного комітету З'їзду українських жінок у Львові.
Францішка Вольська була серед членів редакції альманаху «Z dziejów Ukrainy». Видавала українську дитячу літературу, редагувала журнал «Волошки» в Києві.
Померла видавець та громадська діячка у 1930 році.